# Gepidi
Gepidi (latinsko Gepidae, iz   gepid 'počasen'), vzhodnogermansko pleme, tesno povezano z Goti. V 1. stoletju so bili naseljeni na južni obali Baltika, kamor so se nekaj let pred tem doselili iz južne Švedske. V 2. stoletju so se preselili še bolj proti jugu in konec 3. stoletja prebivali v severni Transilvaniji. V 4. stoletju so jih podjarmili Huni in jih vključili v Hunsko cesarstvo.
Pod svojim vladarjem Ardarikom so se združili z drugimi germanskimi plemeni in v bitki pri Nedavi leta 454 porazili Hune. Po zmagi so v okolici Sirmija, sedanje Sremske Mitrovice v  Srbiji, ustanovili svoje kraljestvo Gepidijo  ali Gepidsko kraljestvo.

## Zgodovina
Gepidi so se okoli leta 260 pridružili Gotom in skupaj z njimi vdrli v Dakijo. Jordanes v svojem delu Poreklo in dejanja Gotov  trdi, da njihovo ime izhaja iz njihove  pozne in počasne selitve iz Skandinavije:
Gotovo se spomnite, da sem na začetku povedal, da so Goti prišli iz naročja otoka Scandza s svojim kraljem Berigom na čelu. S samo tremi ladjami so pluli na to stran Oceana proti deželi imenovani  Gotiscandza.  Ena od ladij je bila kot običajno počasnejša od drugih, zato so, tako pravijo, pleme imenovali po njej. Gepanta v njihovem jeziku pomeni počasen.
Prva naselja Gepidov so bila ob izlivu reke Visle v severni Poljski. Njihov prvi znani kralj je bil Fastida, ki je z vojsko razširil meje svojega kraljestva in v 4. stoletju podjarmil in skoraj iztrebil Burgunde. Gepidi so se, tako kot Goti, spreobrnili v arijansko krščanstvo. 
Leta 375 so jih podjarmili Huni. Gepidska vojska s kraljem Ardarikom na čelu se je pridružila Atilovi vojski in leta 451 v Galiji sodelovala v bitki na Katalunskih poljih. Na predvečer glavne bitke so Gepidi naleteli na Franke. Ker so se prvi vojskovali za Hune, drugi pa za Rimsko cesarstvo, so se  spopadli. Bitka se je končala brez zmagovalca in 15.000 mrtvimi.
Po Atilovi smrti leta 453 so se Gepidi združili z drugimi plemeni, da bi porazili Atilove naslednike. Pod Ardarikovim poveljstvom so v bitki pri Nedavi leta 454 zlomili hunsko moč. Po zmagi so se naselili v Gepidiji v Karpatih. 
Kmalu po bitki pri Nedavi se je ponovno zaostrilo staro rivalstvo med Gepidi in Vzhodnimi Goti in leta 504 jih je gotski kralj Teodorik Veliki pregnal iz njihove domovine. Leta 552 so doživeli katastrofalen poraz v bitki z langobardskim kraljem Alboinom pri Asfeldu, leta 557 pa so jih dokončno porazili in podjarmili Avari. Mnogo Gepidom se je po prazu pridružilo Alboinu na pohodu v Italijo, mnogo pa jih je ostalo. Teofilakt Simokata je leta 630 poročal, da je bizantinska armada vdrla na ozemlje Avarov in napadla Gepide. Zajela je  30.000 Gepidov, z Avari pa se ni srečala.

## Arheološka najdišča
V Vlahi v okrožju Cluj v Romuniji so avgusta 2004 odkrili grobišče iz 6. stoletja z 202 grobovi. 85 % odkritih grobov je bilo izropanih. V neizropanih grobovih so našli keramiko, bronaste predmete in orožje. V Miercurei Sibiului, tudi v Romuniji, so odkrili grobišče z bogatimi grobnimi pridatki. Grobišča so odkrili tudi v 
- Moreştiju, okrožje Mureş
- Noșlacu, okrožje Alba
- Brateiu, okrožje Sibiu
- Șeica Micăi, okrožje Sibiu
- Timişoari Freidorf
- Apahidi (kraljevo grobišče)
- Turdi, kjer so na rimskem grobišču je iz 5. stoletja odkrili najbogatejši germanski grob (zaklad Franziska)

Gepidske zaklade so odkrili tudi v Someșeni in Şimleul Silvaniei.

## Kralji
- Fastida, okoli 250
- Ardarik, okoli 454
- Gunderit
- Trapstila, okoli 488
- Trazerik, okoli 505
- Mundon
- Elemund, okoli 549
- Turisind, okoli 552
- Kunimund, v 560. letih